# Tourenskischuh

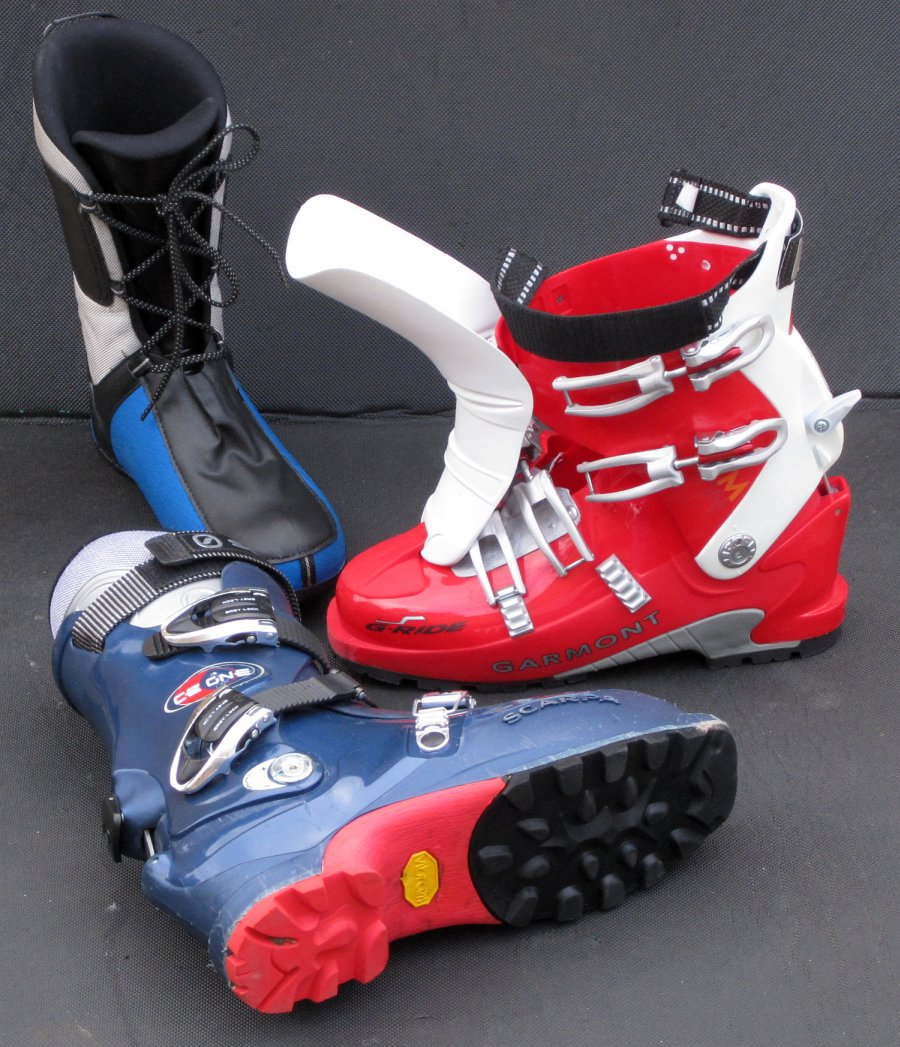
Tourenskischuhe

Tourenskischuhe (auch: Tourenschischuhe) sind spezielle Schuhe für das Skibergsteigen. Sie sind Skischuhen für den Pistenskilauf sehr ähnlich, weisen jedoch im Detail einige Unterschiede auf.
Ein moderner Tourenskischuh muss zwei schwer miteinander vereinbare Eigenschaften besitzen: Einerseits sollte er für den Aufstieg leicht und flexibel sein. Andererseits erfordert die alpine Abfahrt eine gewisse Stabilität des Schuhs, um die korrekte Skiführung zu gewährleisten. Deshalb unterscheidet man zwischen abfahrtsorientierten und aufstiegsorientierten Tourenskischuhen, je nach Ausprägung der überwiegenden Eigenschaften (stabiler und schwerer oder flexibler/weicher und leichter).
Weiterhin sollte der Schuh mit einer griffigen Profilsohle ausgestattet sein, die es erlaubt, auf felsigem und rutschigem Gelände sicher zu gehen.
Weitere Merkmale eines guten Tourenschischuhs sind:
- Steigeisenfest
- Zweiteilig (Außenschuh und herausnehmbarer Innenschuh)
- geringes Gewicht
- komfortabel im Aufstieg bei festem Halt in der Abfahrt